# Advanced Accelerator Applications
Advanced Accelerator Applications, kurz AAA, ist ein pharmazeutisches Unternehmen, spezialisiert auf dem Gebiet der Nuklearmedizin. Die Gruppe agiert in allen drei Segmenten der molekularen Nuklearmedizin (PET, SPECT und Therapie) zur Diagnose und Behandlung schwerer Erkrankungen in den Bereichen Onkologie (Krebs), Neurologie, Kardiologie, Infektionskrankheiten und entzündlichen Erkrankungen.

## Geschichte
AAA wurde 2002 vom italienischen Physiker Stefano Buono als Spin-off der Europäischen Organisation für Kernforschung (CERN) gegründet. Der erste Handelstag war am 11. November 2015.
Die Gruppe betreibt derzeit 21 Produktionsstätten sowie Forschungs- und Entwicklungseinrichtungen, die sowohl diagnostische und therapeutische nuklearmedizinische Produkte herzustellen, und verfügt über einen Personalstamm von mehr als 530 Mitarbeitern in 13 Ländern (Frankreich, Italien, Großbritannien, Deutschland, der Schweiz, Spanien, Belgien, Niederlande, Polen, Portugal, Israel, den USA und Kanada).
AAA-Gründer ist Stefano Buono. Dem AAA-Verwaltungsrat gehören Frédéric Collet, Jessica Toepfer und Susanne Schaffert.
Im Oktober 2017 gab Novartis bekannt, die Firma für 3,9 Mrd. US$ erwerben zu wollen.
Der Erwerb wurde am 22. Januar 2018 abgeschlossen.

## Produkte
AAA verfügt über ein Produkt-Portfolio für diagnostische und therapeutische Anwendungen in den Bereichen Molekulare-Bildgebung und Therapie. Das Portfolio der Gruppe umfasst radioaktive Stoffe für die Positronen-Emissions-Tomographie (PET), bis hin zu diagnostischen Produkten für die Single-Photon-Emissions-Computertomographie (SPECT).

## Pipeline
AAA verfügt über ein breites Spektrum von Entwicklungsprodukten. Das wichtigste Entwicklungsprodukt des Unternehmens ist Lu-Dotatate (Lutathera), ein in Phase-III-befindliches theragnostische Krebs Produkt, welches zur Behandlung bestimmter Gastro-entero neuroendokriner Tumore der Bauchspeicheldrüse (GEP-NET) entwickelt wurde. Es erkennt selektiv über-exprimierte Somatostatin-Rezeptoren, während gleichzeitig über die Gamma-Emissionen, die Visualisierung und Lokalisierung des Pharmakons bzw. Tumors über tomographische Messungen ermöglicht wird.
Ein weiteres AAA Entwicklungs-Produkt ist ein radiopharmazeutisches Gallium-68 dotatat-Derivat (Somakit), welches für die diagnostischen Beurteilung von GEP-NET-Tumoren Anfang 2014 von der US Food and Drug Administration (FDA) und der Europäischen Arzneimittelagentur (EMA) den Orphan Drug Status erhalten hat.